# Wendjebauendjed
Wendjebauendjed fue un antiguo general egipcio, alto dignatario y sumo sacerdote durante el reinado del faraón Psusennes I de la Dinastía XXI. Es conocido principalmente por su tumba intacta encontrada por Pierre Montet dentro de la necrópolis real de Tanis (NRT III). 

## Biografía
| wn · n | DbA | mDAt · Z2 | n | Dd | t · niwt |

| wn · n | DbA | mDAt · Z2 | n | Dd | t · niwt |

De su vida no se sabe nada más que sus ocupaciones: Wendjebauendjed poseía una impresionante lista de títulos militares, administrativos y religiosos, como Príncipe y Conde Hereditario, Portador del Sello del Rey del Bajo Egipto, Padre del Dios, General y Líder del Ejército, Alto Mayordomo [más tarde Sumo Sacerdote] de Jonsu, Sacerdote de «Osiris Señor de Mendes», Superintendente de los Profetas de todos los dioses y Superintendente del Único Amigo.
El hecho de que Wendjebauendjed ocupara tan importantes cargos le concedió el gran honor de ser enterrado en la necrópolis real aunque no fuera un personaje real. Según uno de sus títulos, es posible que fuera nativo de Mendes (Djedet). Sus restos momificados muestran que tal vez era de ascendencia nubia y que murió alrededor de los cincuenta años.

## Descubrimiento

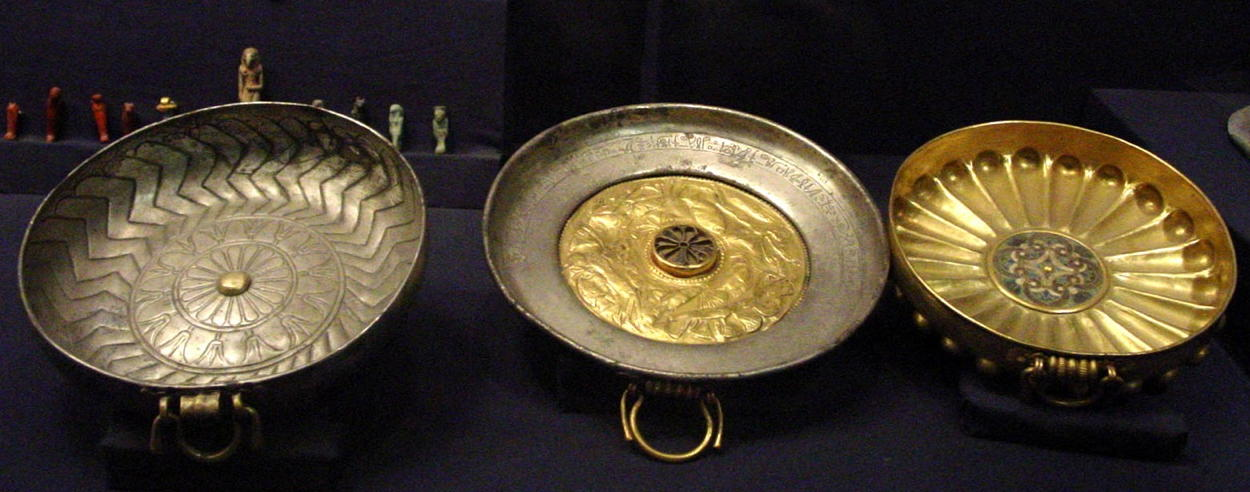
Tres cuencos de oro y plata de la tumba de Wendjebauendjed.

El nombre Wendjebauendjed fue encontrado inicialmente por Pierre Montet y Georges Goyon en 1939 tallado en algunas estatuillas y ushebtis encontrados dentro de la recién descubierta cámara funeraria de Sheshonq II. Un año después, Montet descubrió la cámara funeraria de Psusennes I donde encontró una empuñadura dorada que pertenecía a Wendjebauendjed, colocada en el sarcófago del rey.
Después de la Segunda Guerra Mundial, Montet y Goyon reanudaron las excavaciones y el 13 de febrero de 1946 descubrieron una nueva cámara funeraria intacta dentro de la misma necrópolis. Un sarcófago antropoide de granito reutilizado, originalmente perteneciente a un Tercer Sacerdote de Amón llamado Amenhotep y fechado en la Dinastía XIX, fue encontrado en su interior. El nuevo propietario era el mismo Wendjebauendjed nombrado en los objetos recuperados de las tumbas cercanas antes de la guerra. Para él, el sarcófago estaba cubierto con pan de oro, y dentro de él había un ataúd de madera pintado y dorado que a su vez contenía un ataúd de plata, ambos mal conservados. El rostro de Wendjebauendjed estaba cubierto por una máscara mortuoria de oro, y muchas otras piezas de joyería fueron encontradas dentro del sarcófago como pectorales, anillos, brazaletes y estatuillas de oro; particularmente notables son tres finos cuencos hechos de oro y plata, y una estatuilla de lapislázuli de Amón en su forma de carnero. Fuera del sarcófago también se encontraron muchos ushabtis y los cuatro vasos canópicos de Wendjebauendjed. Todo el ajuar funerario está ahora en el Museo Egipcio de El Cairo.